# Пенюшкевич Галина Володимирівна
Галина Володимирівна Пенюшкевич (2 березня 1938, село Залісці, тепер Дунаєвецького району Хмельницької області — ?) — українська радянська діячка, новатор сільськогосподарського виробництва, зоотехнік колгоспу імені Богдана Хмельницького Дунаєвецького району Хмельницької області. Депутат Верховної Ради УРСР 7-го скликання.

## Біографія
Народилася у багатодітній селянській родині. Закінчила середню школу в селі Залісцях Дунаєвецького району Хмельницької області.
Освіта вища. Закінчила сільськогосподарський інститут.
З 1961 року — зоотехнік колгоспу імені Богдана Хмельницького села Залісці Дунаєвецького району Хмельницької області.
Потім — на пенсії у селі Залісцях Дунаєвецького району Хмельницької області. 

## Нагороди
- орден Леніна
- медалі